# Autódromo Ciudad de Mar del Plata
El Autódromo Ciudad de Mar del Plata es un circuito de carreras ubicado en la Provincia de Buenos Aires, Argentina.

## Ganadores

### Turismo Competición 2000
| Año   | Piloto                | Automóvil         | Equipo                    |
| ----- | --------------------- | ----------------- | ------------------------- |
| 1988  | Silvio Oltra          | Renault Fuego     | Benavídez Competición     |
| 1989* | *                     | *                 | *                         |
| 1990  | Osvaldo López         | Fiat Regata       | Antelo Fiat Competizione  |
| 1991  | Jorge Omar del Río    | Ford Sierra       | Akel Competición          |
| 1992  | Juan María Traverso   | Renault Fuego     | Berta Sport               |
| 1998  | Daniel Cingolani      | Ford Escort Zetec | Ford YPF Berta Motorsport |
| 1998  | Henry Martin          | Ford Escort Zetec | Ford YPF Berta Motorsport |
| 1998  | Omar Martínez         | Honda Civic Coupé | Honda Team Pro Racing     |
| 1998  | Juan María Traverso   | Honda Civic Coupé | Honda Team Pro Racing     |
| 1999  | Juan Manuel Silva     | Honda Civic       | Honda Team Pro Racing     |
| 1999  | Juan Manuel Silva     | Honda Civic       | Honda Team Pro Racing     |
| 2002  | Gabriel Furlán        | Mitsubishi Lancer | GF Motorsport             |
| 2003  | Guillermo Ortelli     | Honda Civic       | Honda Racing              |
| 2004  | Gabriel Ponce de León | Ford Focus        | Ford YPF Berta Motorsport |

- * La carrera de 1989 quedó desierta. En pista había ganado Juan María Traverso Renault Fuego del equipo Berta Motorsport.

### Turismo Nacional
| Año  | Clase 2               | Clase 3         |
| ---- | --------------------- | --------------- |
| 2003 | Juan Bertozzi         | Lucas Armellini |
| 2003 | Néstor Percaz         | Hugo Lepphaillé |
| 2004 | Ivan Arbusti          | Pablo Redolfi   |
| 2004 | Alejandro Bucci       | Leonel Larrauri |
| 2005 | Fernando Gómez Fredes | Hugo Lepphaille |
| 2005 | Leandro Vallasciani   | Hugo Lepphaille |